# 16901 Johnbrooks
16901 Johnbrooks (1998 DJ14) là một tiểu hành tinh vành đai chính.